# Famille von Cramm
La famille von Cramm est une ancienne famille aristocratique de Basse-Saxe.

## Histoire
Vers 815, Aßwin von Cramm aurait été le premier de la famille à arriver dans les environs de l'abbaye de Hildesheim avec l'empereur carolingien Louis Ier, où il aurait reçu des biens de sa part. Cette thèse est contestée et du fait de la faible documentation de cette époque non encore vérifiable. On soupçonne également que la famille est originaire du château de Cramme (de) dans la ville du même nom. Que la famille ait donné son nom au lieu ou vice versa n'est pas définitivement clarifié.

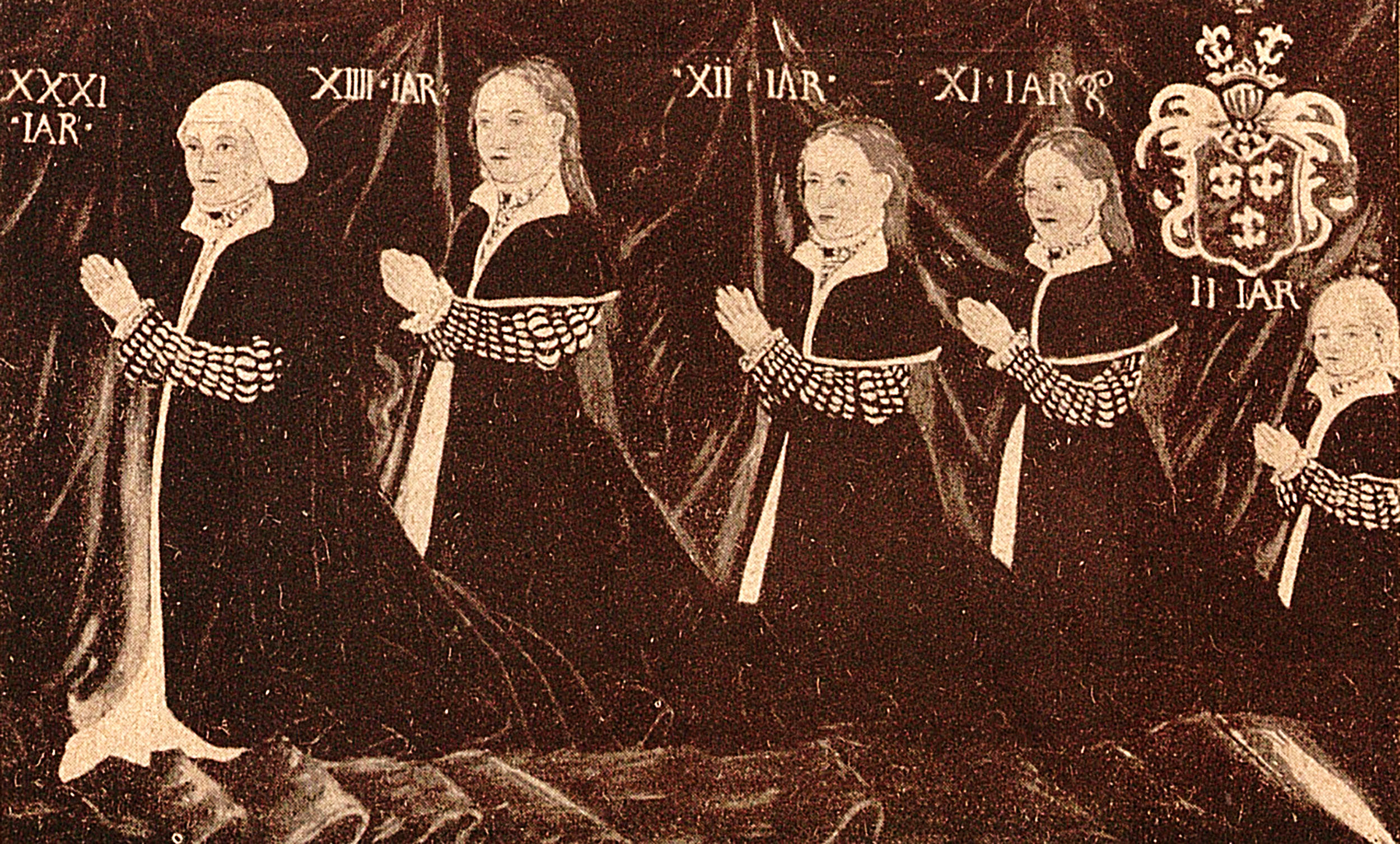
Klara von Cramm (mariée avec Johann von der Asseburg) avec ses filles, XVIe siècle

La famille est documentée pour la première fois en 1150 avec Theodoricus de Crammen (Dietrich von Cramm). Cependant, le nom von Cramm apparaît également plus tôt, par exemple une Beka von Cramm est documentée comme l'épouse d'Aschwin von Steinberg (de) dès 1127. Les Cramm sont une riche famille de chevaliers et de vassaux respectés des dirigeants spirituels et laïques de la région du sud-est actuel de la Basse-Saxe. Au Moyen Âge, de nombreux descendants sont chevaliers ou ministériels.
Très tôt dans son histoire, la famille occupe de hautes fonctions au sein des tribunaux de Basse-Saxe. À partir de 1250, ils fournissent plusieurs fois, et à partir de 1656 en continu des chambellans héréditaires et à partir de 1746 également les échansons du duché de Brunswick-Lunebourg et de 1294 à 1589 les échansons de la principauté épiscopale de Hildesheim. L'essor de la famille ministérielle s'explique aussi par le mariage précoce de familles nobles et dynastiques comme les Dorstadt (de) et les Dannenberg (de). Au cours des siècles suivants, les membres de la famille servent également les ducs et les rois guelphes en tant que généraux, chambellans et ministres.
Le statut baronnial de la famille est reconnu à plusieurs reprises, un diplôme de baron d'Empire du XVIIIe siècle du saint empereur romain Joseph II est attesté par des documents.

## Personnalités

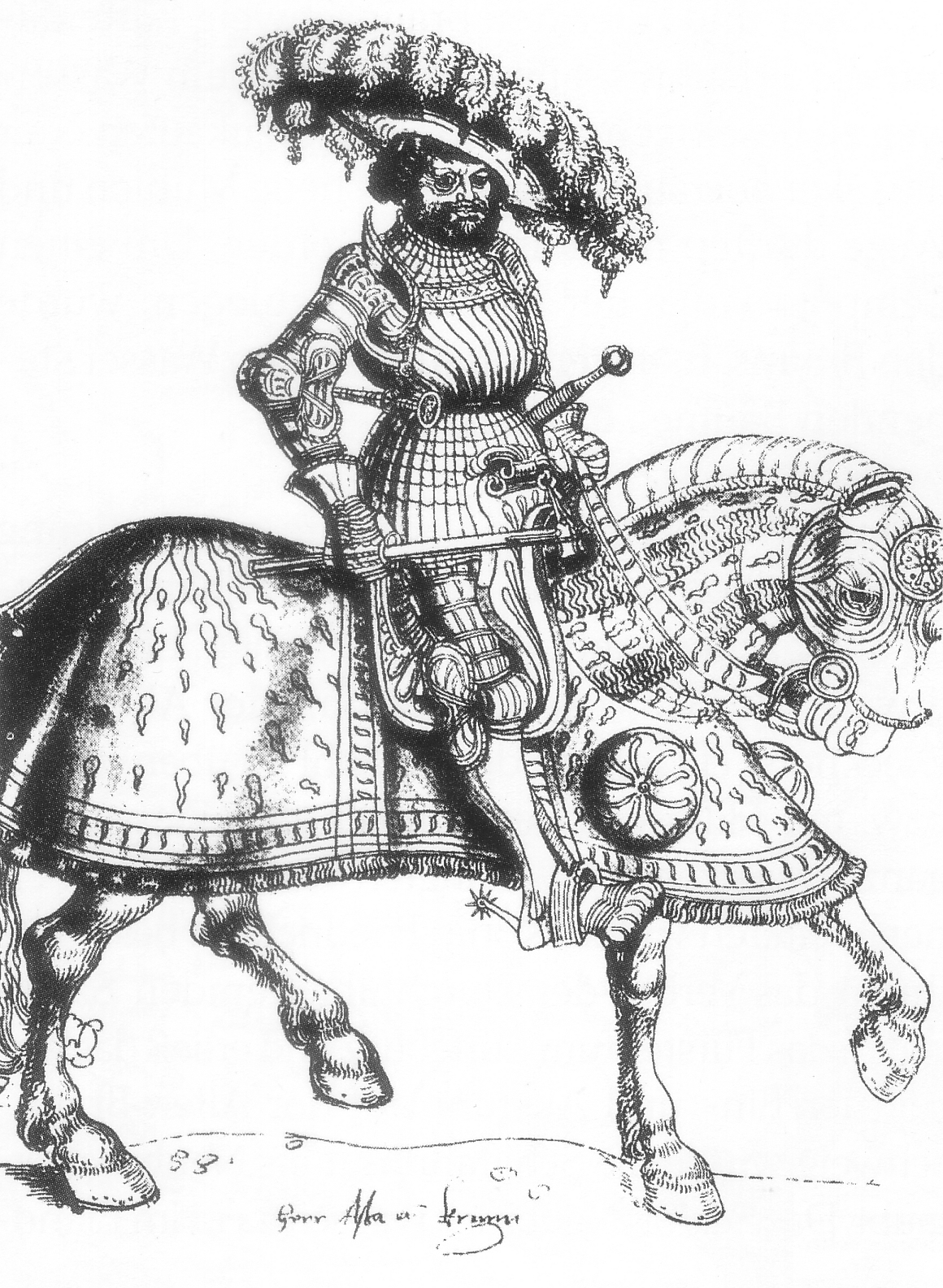
Asche von Cramm dessiné par Lucas Cranach l'Ancien

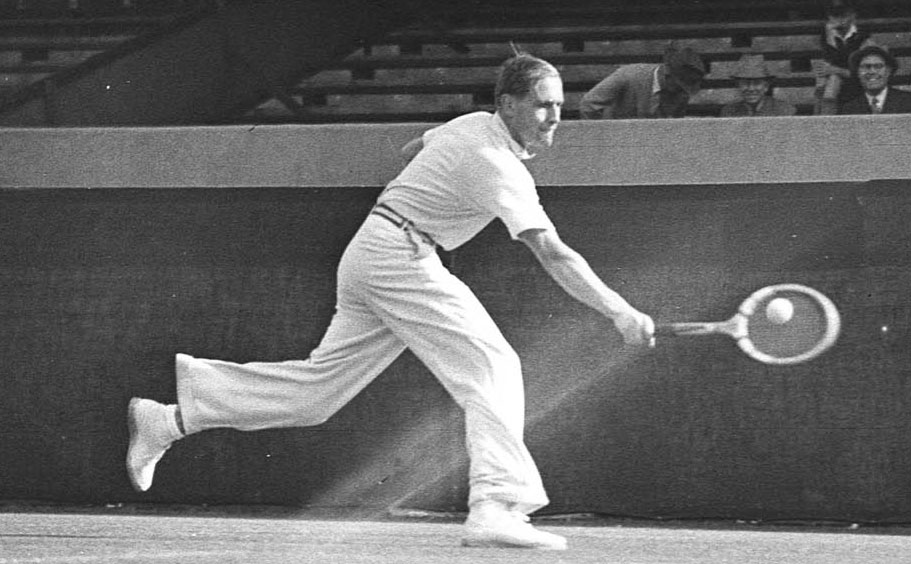
Gottfried von Cramm lors des championnats d'Australie de 1937

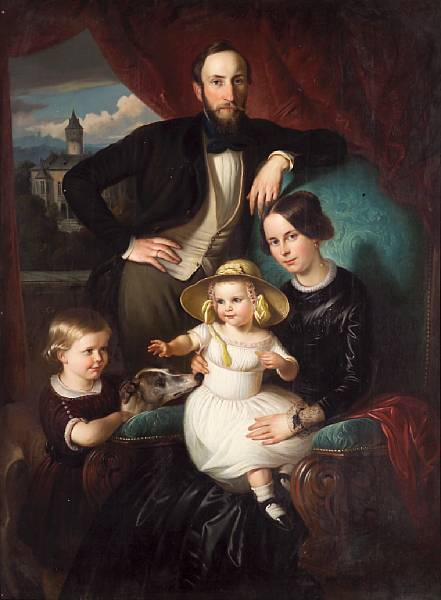
Adalbert von Cramm (1818-1851), sa femme Mechtilde (née comtesse von Veltheim) et ses enfants devant le, vers 1850

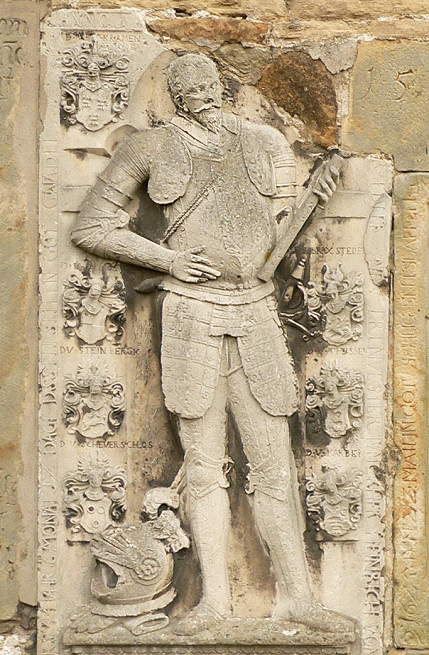
Pierre tombale d'Heinrich von Cramm à l'église Sainte-Anne d'Oelber am weißen Wege

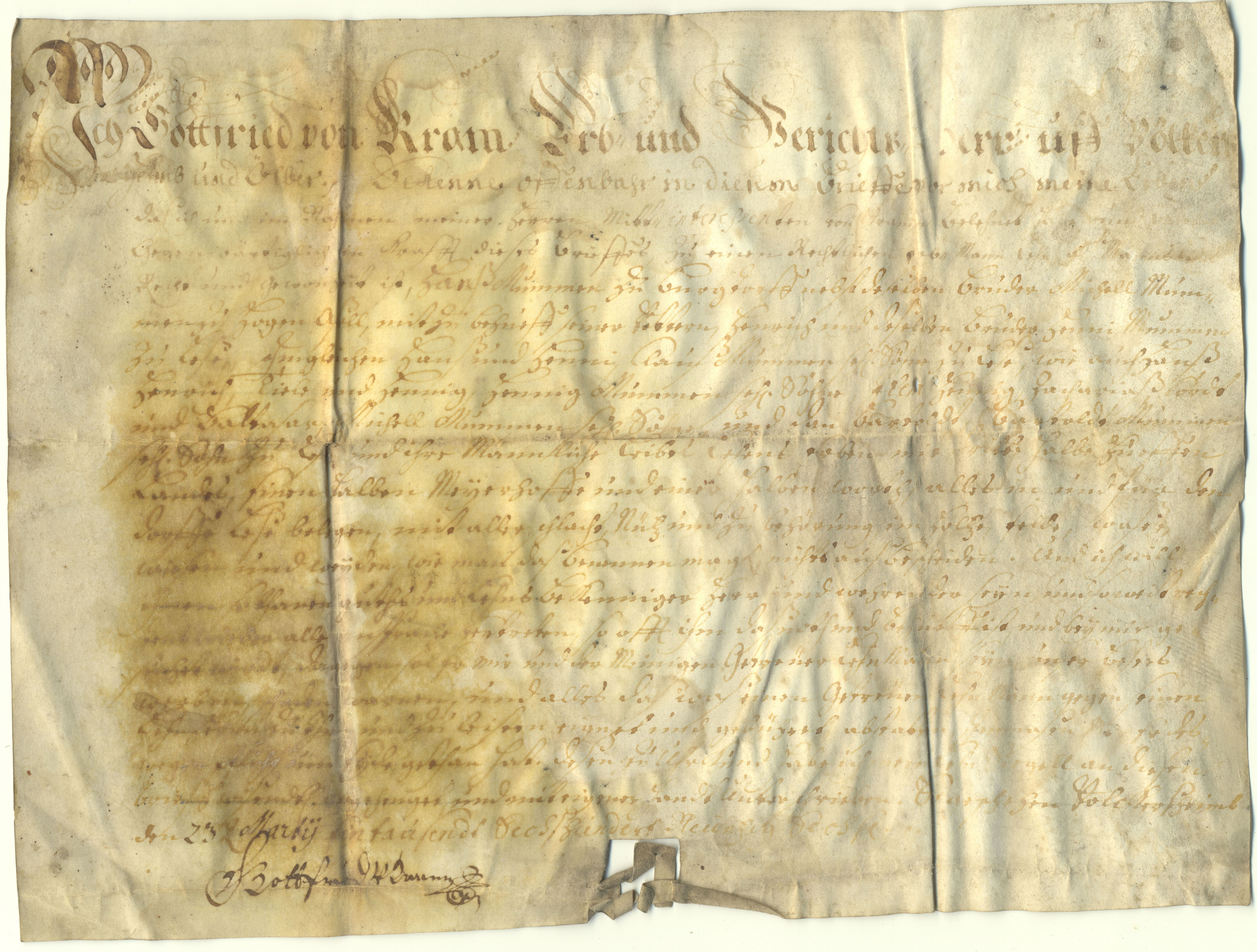
Certificat de Gottfried von Cramm de 1696

- Armgard von Cramm (de) (1883-1971), mère de Bernhard de Lippe-Biesterfeld et grand-mère de Beatrix d'Orange-Nassau, ancienne reine des Pays-Bas
- Asche von Cramm (également Aschwin IV, Ascanius, Assa von Cramm), chef mercenaire du XVIe siècle et ami de Martin Luther
- Aschwin Thedel von Cramm (1846-1909), chambellan héréditaire ducal de Brunswick-Lunebourg, pacha et écuyer en chef du sultan ottoman
- Aschwin von Cramm (XIVe siècle), chanoine au chapitre cathédral de Brême (de), chapitre cathédral d'Halberstadt (de), chapitre cathédral de Hildesheim (de), prévôt au monastère collégial Saint-Pierre-et-Saint-Paul d'Halberstadt (de)
- August Adolf von Cramm (de) (1685–1763), chambellan ducal, conseiller privé et président du gouvernement de Brunswick-Lüneburg
- Berno von Cramm (de) (né en 1934), acteur et doubleur allemand
- Burchard von Cramm (XIVe siècle), abbé de l'abbaye d'Ilsenburg
- Burchard von Cramm (mort le 15 septembre 1587), gouverneur ducal de Brunswick-Wolfenbüttel
- Burghard von Cramm (de) (1874–1936), chambellan ducal de Brunswick
- Burkhard von Cramm, commandeur de l'Ordre teutonique dans la commanderie de Buro, 2e moitié du XVIIe siècle
- Burkhard von Cramm (né en 1475), conseiller du landgrave Guillaume II de Hesse et bailli de Trendelburg
- Burhard VI von Cramm (mort le 5 octobre 1599), gouverneur landgravial hessois de la Haute-Hesse à Marbourg
- Christian Friedrich Adolf Burghard von Cramm (de) (1837-1913), conseiller privé du duc de Brunswick, envoyé et auteur
- Dagmar von Cramm (de) (né en 1955), auteur et nutritionniste allemand
- Ernst Gottfried von Cramm (1683-1749), seigneur d'Oelber et de Volkersheim.
- Franz von Cramm (de) (1610-1661), écuyer ducal du Schleswig-Holstein et de Sonderburg-Plön
- Freda Antoinette von Cramm (1747–1817), épouse du ministre prussien de la Guerre Friedrich Wilhelm von Arnim-Boitzenburg (de)
- Gottfried von Cramm (1651-1716), seigneur héréditaire et de cour d'Oelber et Volkersheim.
- Gottfried von Cramm (1909-1976), joueur de tennis allemand
- Joachim Ernst II von Cramm (-1690), héritier d'Oelber et de Volkersheim.
- Lippold von Cramm (XIVe siècle), abbé de l'abbaye d'Ilsenburg
- Ludewig von Cramm (de) (1791–1858), chambellan et sénéchal ducal de Brunswick, président de la seconde chambre de l'Assemblée des États du royaume de Hanovre
- Ludolf von Cramme, chambellan héréditaire du duché de Brunswick, mentionné dans un document en 1246, avec qui commence la lignée familiale sécurisée des von Cramm
- Thedel von Cramm (1920–2016), commandant du 2e bataillon de reconnaissance Panzer, officier d'état-major du Commandement des forces alliées en Europe centrale de l'OTAN et attaché militaire au Pakistan
- Wolfgang Friedrich Adolf von Cramm-Burchard (1812–1879), chambellan ducal de Brunswick-Lunebourg

## Armes

Armoiries de la famille von Cramm

Typiques de l'époque, les armoiries de la famille aristocratique von Cramm montrent un écu penché et le casque (heaume) souvent en vue de côté.
Blason des armoiries de la famille : « En rouge trois (2:1) lys d'argent. Sur le casque aux couvertures rouges et argentées, une colonne rouge conique garnie de trois plumes naturelles de paon flanquées chacune d'une fleur de lys argentée. "
Blason des armoiries chevaleresques : "En rouge trois lys d'argent (2:1) posés. Sur le casque avec des couvertures rouge-argent, un vol ouvert en argent avec des saxes argent-rouge . "
Blason des armoiries civiles : « Serti en argent de trois fleurs de lys rouges (2:1). Sur le casque avec des couvertures rouges et argentées, un vol ouvert rouge avec des saxos rouges et argentés. "

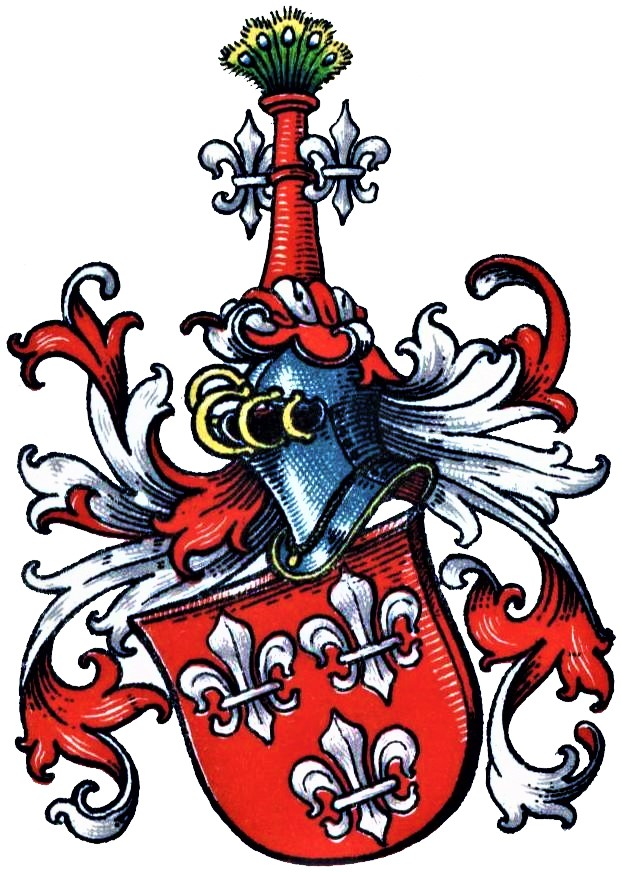
Armoiries de la famille von Cramm dans le Wappenbuch des Westfälischen Adels
Armoiries chevaleresques de la famille de Cramm, représentation moderne
Armoiries chevaleresques de la famille von Cramm
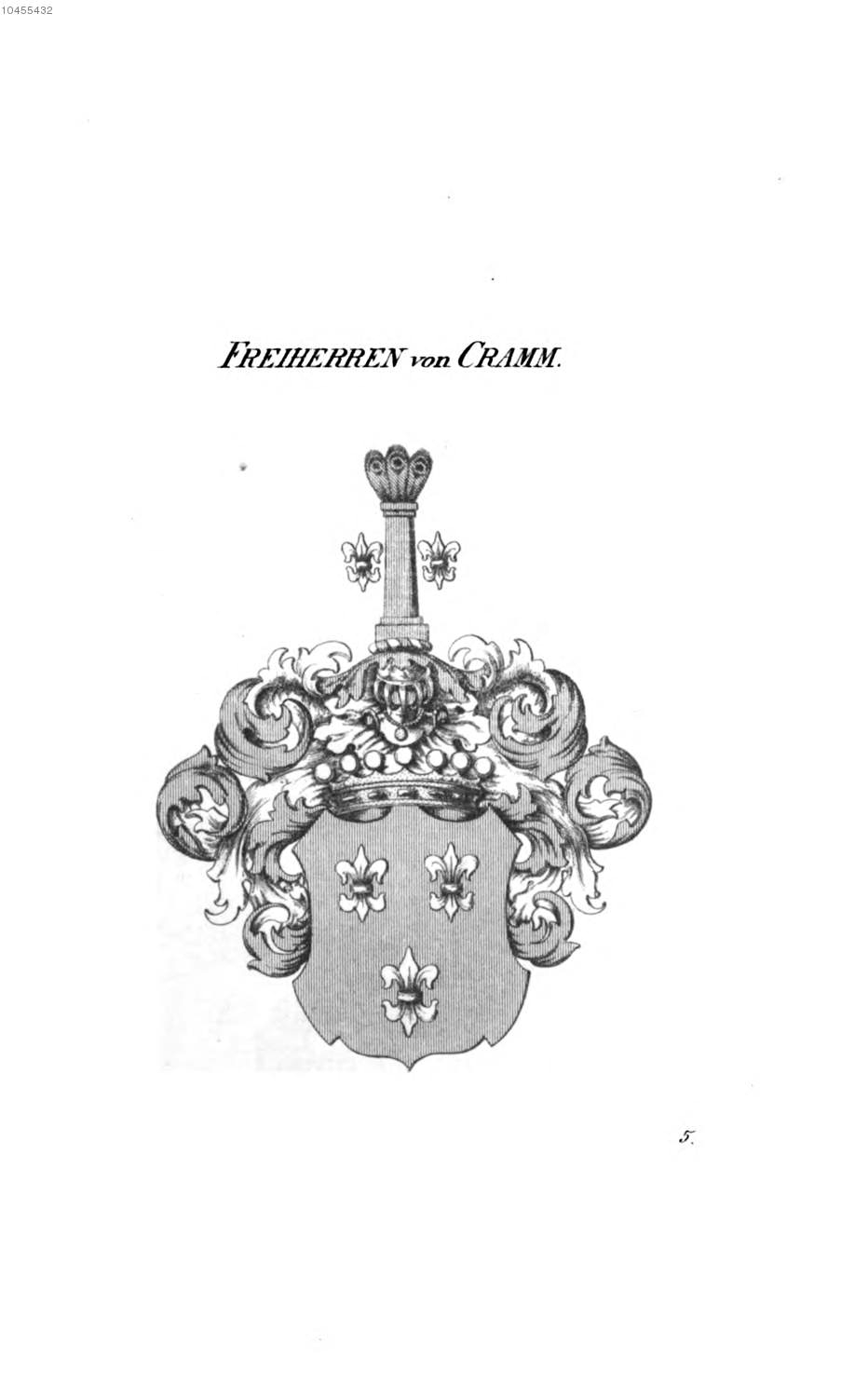
Armoiries baronniales de la famille de Cramm ; gravure sur cuivre
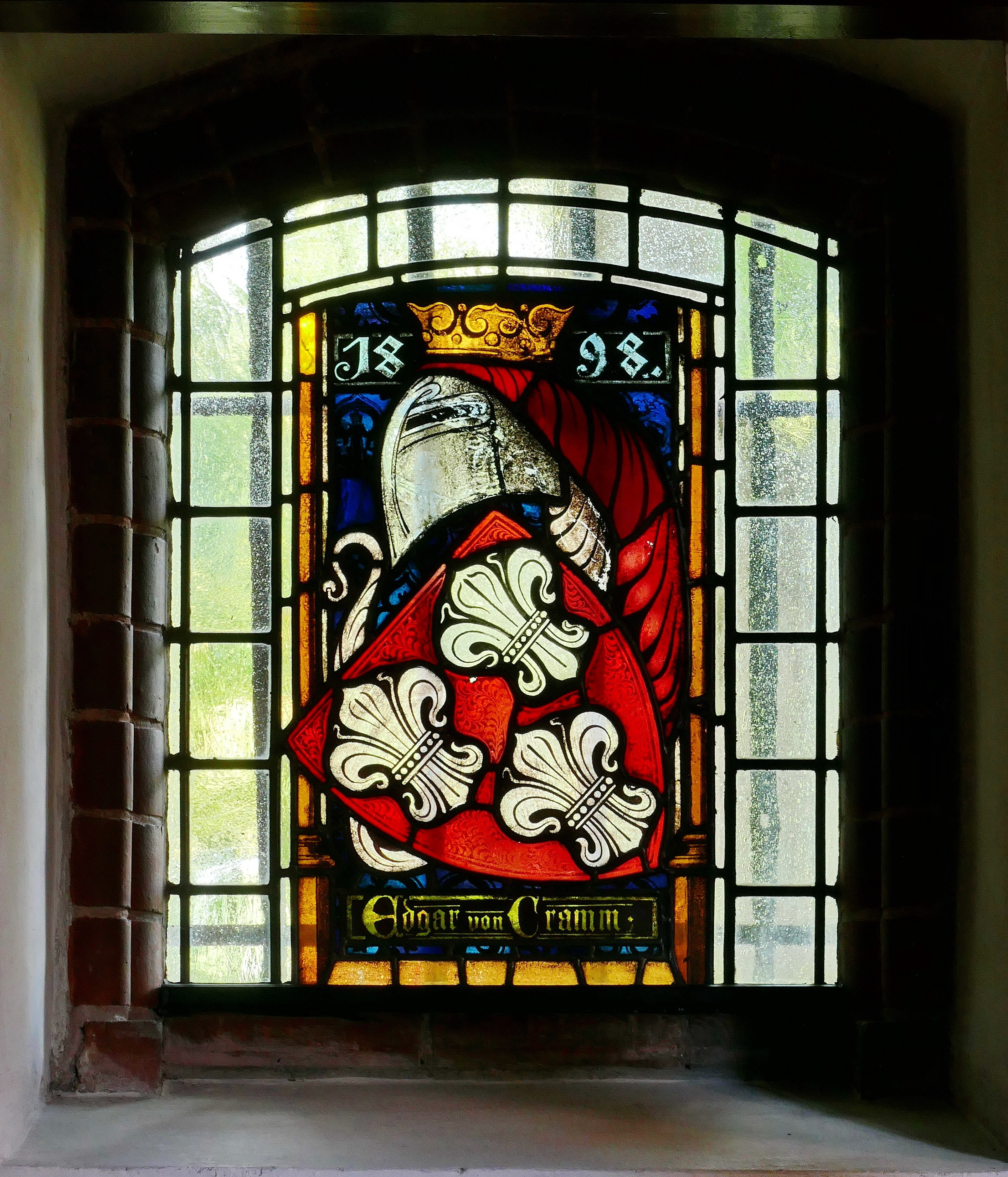
Armoiries d'Edgar von Cramm de 1898 dans l'église Saint-Nicolas de Kirchhorst (de)

## Possessions

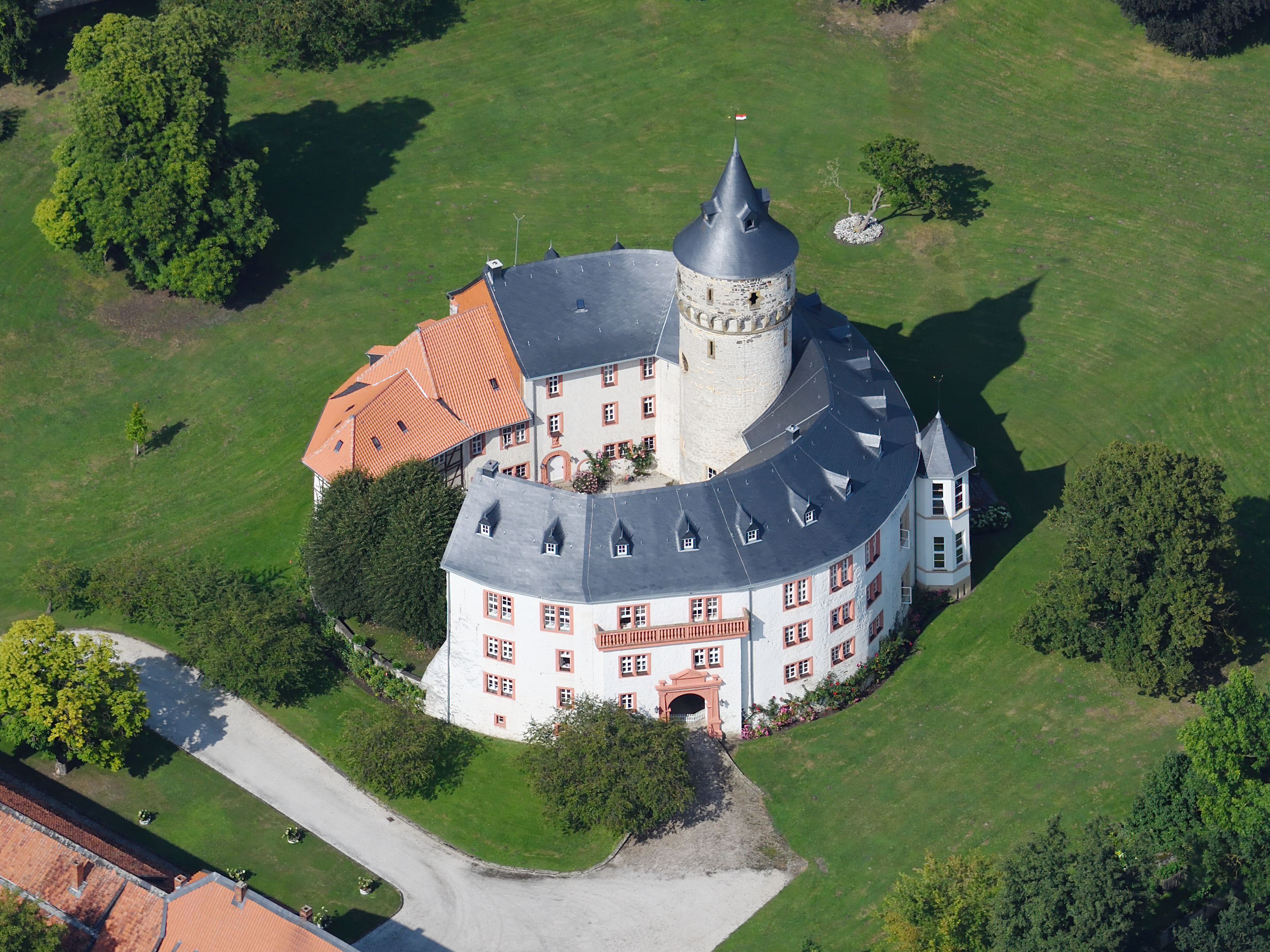
Image aérienne du Schloss Oelber (vue depuis le sud).

La famille noble est copropriétaire depuis le XIIIe siècle (aux côtés des seigneurs de Bortfeld (de)) et, à partir du XVIIe siècle, seule propriétaire de sa demeure ancestrale, le château d'Oelber (de) à Oelber am weißen Wege. De plus, au fil des siècles, la famille construit les châteaux de Sambleben (de) et Volkersheim (de) et le manoir de Lesse sur leurs propriétés. La famille exerce sa juridiction sur ces lieux et détient de nombreux patronages ecclésiastiques. En 1569, Burkhard VI, gouverneur et proche conseiller du landgrave Philippe Ier de Hesse, reçoit l'abbaye sécularisé de Lippoldsberg (de) pour ses services. Le château de Burgdorf, construit par la famille von Kniestedt (de) étroitement apparentée mais éteinte, est acheté en 1845.
Sambleben et Volkersheim quittent la famille par voie de succession. Le manoir de Lesse, le château de Burgdorf ainsi que les métairies de Linden, Kirchhorst et Lippoldsberg sont vendus. Avec Nahrstedt et Insel, deux manoirs acquis plus tard peuvent encore être exploités près de Stendal jusqu'en 1945, mais sont expropriés par la réforme agraire dans la zone d'occupation soviétique (SBZ).
Lorsque Burghard von Cramm (de) se marie avec la comtesse Jutta von Steinberg (de) en 1905, dernière héritière de sa famille issue de l'ancienne noblesse épiscopale de Hildesheim, les vastes possessions de cette famille reviennent aux Cramm, y compris Brüggen et Bodenburg. Après la Seconde Guerre mondiale, ses 7 fils se partagent les propriétés, car on craint une réforme agraire avec expropriation ; il s'agit notamment du château de Brüggen (de) et les manoirs d'Oelber, Bodenburg, Harbarnsen et Wispenstein (ces deux derniers sont ensuite vendus). Le château de Nettlingen (de), qui n'est acquis qu'en 1906, a déjà été vendu avant la guerre. Oelber, Brüggen et Bodenburg sont toujours habités par des membres de la famille et sont entretenus avec des efforts considérables.

## Divers
Le nom "von Cramm" est également connu pour la marque de Korn de grains de blé "von Cramm Weizenbrand", qui n'existe plus. Il est fabriqué sur le domaine de Harbarnsen, une partie de Lamspringe, depuis 1750. Après la Seconde Guerre mondiale, la distillerie von Cramm devient l'une des principales distilleries de maïs de Basse-Saxe. La "marque Steinbock" comprend trois embouteillages, le jaune d'or 43 (43 vol. -% d'alcool) dans la bouteille enveloppée de raphia, le 38er et le 32er Doppelkorn, communément appelé "la gorgée du cocher". À partir de 1984, seul de l'alcool brut est produit et les ventes et le droit de distiller sont transférés à la société Dethleffsen à Flensbourg. Plus tard, les opérations à Harbarnsen sont complètement abandonnées.